# Airdevronsix Glacier
Airdevronsix Glacier är en glaciär i Antarktis. Den ligger i Östantarktis. Nya Zeeland gör anspråk på området. Airdevronsix Glacier ligger 1 809 meter över havet.
Terrängen runt Airdevronsix Glacier är kuperad åt nordväst, men åt sydost är den bergig. Trakten är obefolkad. Det finns inga samhällen i närheten. 